# 昼まで待てない!
『昼まで待てない! いいコト聞いた』（ひるまでまてない!いいコトきいた）は、2011年4月2日から2018年3月31日まで名古屋テレビ（メ〜テレ）で放送されていた情報番組。放送時間は毎週土曜 11:00 - 11:45（JST）。

## 概要
番組当初の番組名は『昼まで待てない!』で、前番組である『サタあはっ!』の後継番組。内容は前番組と同様で、東海地方の「じっと待てない」旬で、お得な情報を提供する。当番組よりスタジオ観覧を実施。
出演者は前番組から大幅に入れ替わった。『WAYAYA丼』、『WAYAYAあはっ!』、『サタあはっ!』と同放送枠で6年間レギュラーを務めた高山トモヒロが番組から離れ、MCはこの地方の番組で初となる麒麟が担当。コーナー出演者も地元のモデル事務所に所属する若手タレントから、既に在名他局で活動していたタレントへと切り替えられている。
番組開始以降、毎年9月最終週には秋スペシャルとして、第1部（10:30 - 11:45）と第2部（12:00 - 13:00）に放送時間が拡大して放送されている。ただし、第1部については2013年と2014年だけは直前（10:00 - 10:45）に放送されている『おなちゅう』とのコラボスペシャルを放送するため、10:00 - 11:45に放送された。
2012年3月31日には、高山と同じく長年シリーズを支え続けたメ〜テレアナウンサーの佐藤倫子が同局を退社することになり、番組を卒業している。以後、コーナー出演者であった井上裕衣がMCアシスタントを担当する。
2016年春改編により、2016年4月から、『昼まで待てない! いいコト聞いた』にタイトルが変更となりリニューアルし、放送時間も11:00からとなる。
2018年の春改編により、2018年3月31日をもって本番組は終了し、後継番組は土曜朝放送の『デルサタ』の姉妹番組『デルサタ11』が開始された。

## 放送時間
| 放送期間      | 放送期間      | 放送時間（JST）            |
| ------------- | ------------- | -------------------------- |
| 2011年4月2日  | 2013年3月16日 | 土曜 10:55 - 11:45（50分） |
| 2013年3月23日 | 2015年3月28日 | 土曜 10:45 - 11:45（60分） |
| 2015年4月4日  | 2016年4月2日  | 土曜 10:54 - 11:45（49分） |
| 2016年4月9日  | 2018年3月31日 | 土曜 11:00 - 11:45（45分） |

## 出演者

### MC
- 麒麟（川島明・田村裕） - 番組全体の進行は川島が担っている。田村はロケに赴くこともある。

### レギュラー出演者
- 小泉エリ - 2012年まではVTRでの出演のみだったが[注釈 2]、2013年1月よりスタジオレギュラーとして出演するようになった。
- 水野勝（BOYS AND MEN[注釈 3]） - 出演当初は「番組アシスタント」というポジションであった。ロケに赴くこともある。
- 井上裕衣（メ〜テレアナウンサー）
- 「早ワザクッキング!」担当
  - 関富子
  - 中辻健太
  - 関好江（ボルサリーノ） - 2014年より出演。
- ナレーション担当
  - 倉橋友和（メ〜テレアナウンサー） - 2016年4月から出演
  - 堂野浩久（メ〜テレアナウンサー） - 2016年4月から出演

### レポーター
- スペードの3（栗林弘典・なかし） - 太田プロダクション名古屋所属のお笑いコンビ。
- アンダーポイント（増野豊・本美大） - 名古屋吉本所属のお笑いコンビ。

### 過去の出演者
- 佐藤倫子（当時メ〜テレアナウンサー[注釈 4]） - 2012年3月31日まで出演。
- 徳重杏奈（メ〜テレアナウンサー） - 2012年4月[2] - 9月[4]。
- 神取恭子（当時メ〜テレアナウンサー） - 『昼まで待てない!』時のレギュラー。2016年3月まで出演。
- SKE48 - 『昼まで待てない!』時のレギュラー。2016年3月まで出演。
毎回2名が出演。2013年3月までは週替りに正規メンバー・研究生の区別なく出演していたが[注釈 5]、2013年4月からは下記のメンバーに固定された。2015年1月以降は単発的に他のメンバーが出演することもあった。
  - 佐藤聖羅 - 2014年2月まで出演。
  - 木下有希子 - 2014年5月-11月22日まで出演。
  - 岩永亞美 - 2013年12月-2015年2月21日まで出演。
  - 佐藤実絵子 - 2015年3月まで出演。
  - 中西優香 - 2015年3月まで出演。
  - 斉藤真木子 - 2016年3月まで出演
  - 加藤るみ - 2013年12月-2016年3月まで出演
  - 高木由麻奈 - 2016年3月まで出演

## コーナー
特集
小泉、井上による飲食店や観光地などのロケ企画。かつては小泉によるロケは「ガチ★エリ」、井上によるロケは「ユイリポ」というコーナー名であったが、単に「特集」と呼ばれるようになりコーナー名は用いられなくなった（井上ほかメ〜テレアナウンサーのロケに「知り得!」というコーナー名が付くことがある）。
早ワザクッキング!
週替わりで出演する料理研究家による実演料理コーナー。水野がコーナー進行、田村が料理アシスタント務める。「田村も待てない!」という副題が付いている。
神取の先ドリシネマ
神取による映画紹介コーナー。新作映画の出演者や監督によるプロモーション、インタビューが放送されることもある。
特ダネ 昼待てニュース
SKE48による商品・トレンド紹介コーナー。SKE48メンバーがロケに赴く場合もある。番組初期は「SKE48のダイスキ」というコーナー名であった。
川島画伯の今日の一枚
番組エンディングに、川島が放送中で印象的だった出来事を1枚のイラストにまとめる。

## スタッフ
- ナレーション - 倉橋友和（メ〜テレアナウンサー）
- オープニングテーマ - プリンセス プリンセス「Diamonds」（『昼まで待てない!』時代）
- プロデューサー - 水野潤
- 美術 - 第一舞台
- 制作 - 名古屋テレビ映像